# Tribunal Superior do Trabalho

Bandeira do Tribunal Superior do Trabalho.

O Tribunal Superior do Trabalho (TST) é a instância mais elevada de julgamento para temas que envolvem o direito do trabalho no Brasil. É um dos tribunais superiores brasileiros, assim como o Superior Tribunal Militar (STM), o Tribunal Superior Eleitoral (TSE) e o Superior Tribunal de Justiça (STJ). 
Consiste na instância máxima da Justiça do Trabalho, ramo especializado da Justiça Federal incumbido de todos os processos trabalhistas no país, a qual organiza-se em Tribunais Regionais do Trabalho (TRT), que por sua vez coordenam as Varas do Trabalho.

## História
O Conselho Nacional do Trabalho, antecessor do TST, foi criado por meio do Decreto n.º 16.027, de 1923, na condição de órgão ligado ao Ministério da Agricultura, Indústria e Comércio.
A denominação de Tribunal Superior do Trabalho somente foi conferida por meio do Decreto-Lei n.º 9.797, de 9 de setembro 1946. Dias depois, em 18 de setembro de 1946, com a Constituição de 1946, passou a ser formalmente integrante da estrutura do poder judiciário.
Desde suas origens, o TST era composto por ministros togados e ministros classistas. Os ministros togados eram vitalícios e considerados magistrados para todos os efeitos legais. Os ministros classistas, representantes paritários dos empregados e dos empregadores, eram temporários. A figura dos ministros classistas foi gradualmente extinta a partir da Emenda Constitucional n.º 24, de 1999, não mais havendo nenhum ministro classista no âmbito do TST atualmente.

## Competência Legal
O Tribunal Superior do Trabalho tem sua sede, composição e atribuições definidas no artigo 111 da Constituição Federal Brasileira. Como todos os demais órgãos da Justiça do Trabalho, sua competência limita-se ao julgamento de ações judiciais concernentes ao direito do trabalho e ao direito processual do trabalho. Sua jurisdição abrange processos de todo o território nacional, cabendo-lhe analisar recursos judiciais dos quais já não caiba recurso em instância inferior, cuja discussão, na maioria dos casos, deve ater-se exclusivamente à matéria de direito, não se admitindo reexame de fatos e provas, com exceção de certos recursos dos quais o referido Tribunal seja o segundo ou o único grau de jurisdição.

## Composição

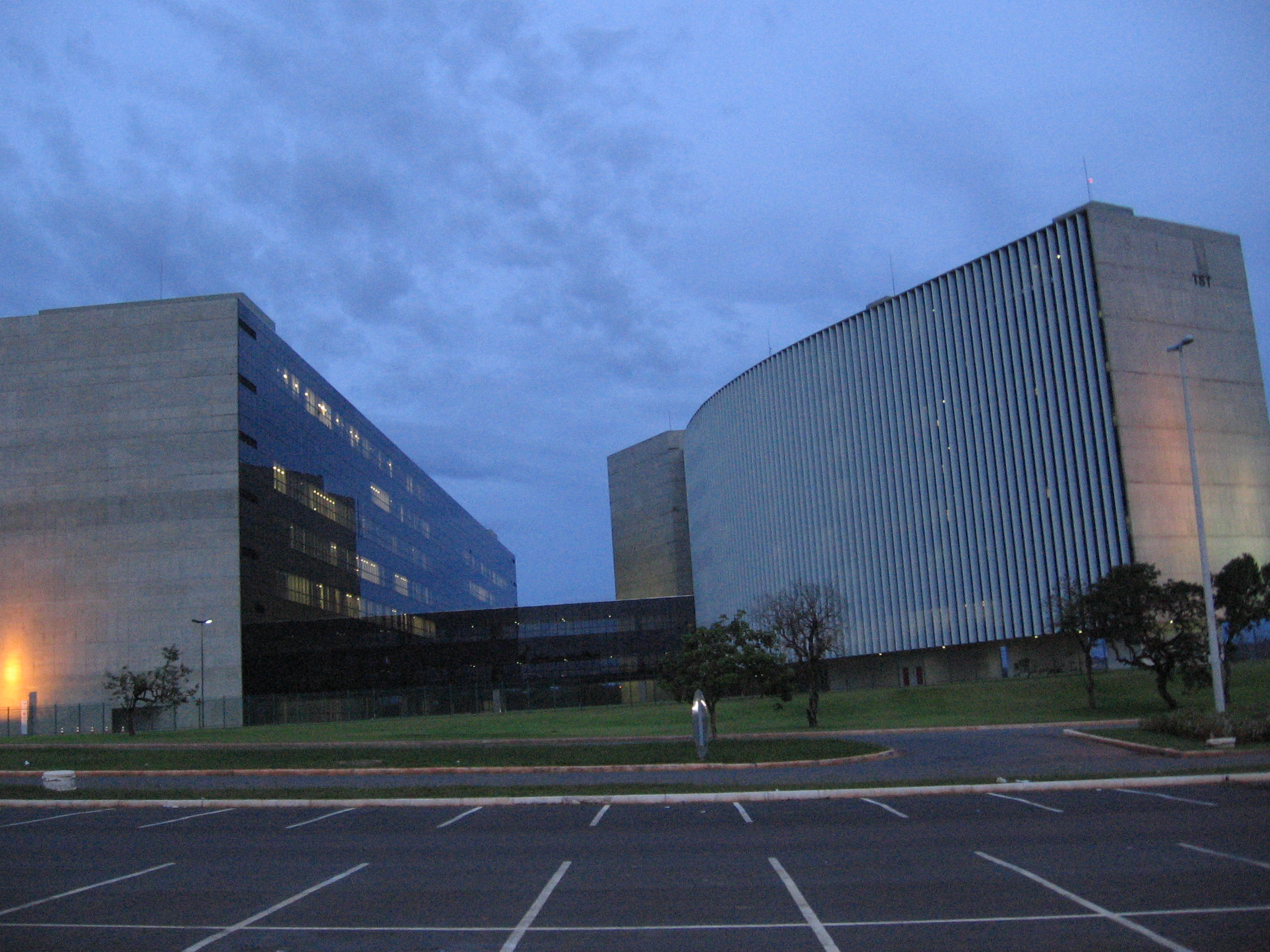
Vista externa da sede atual (desde 2006) do Tribunal Superior do Trabalho.

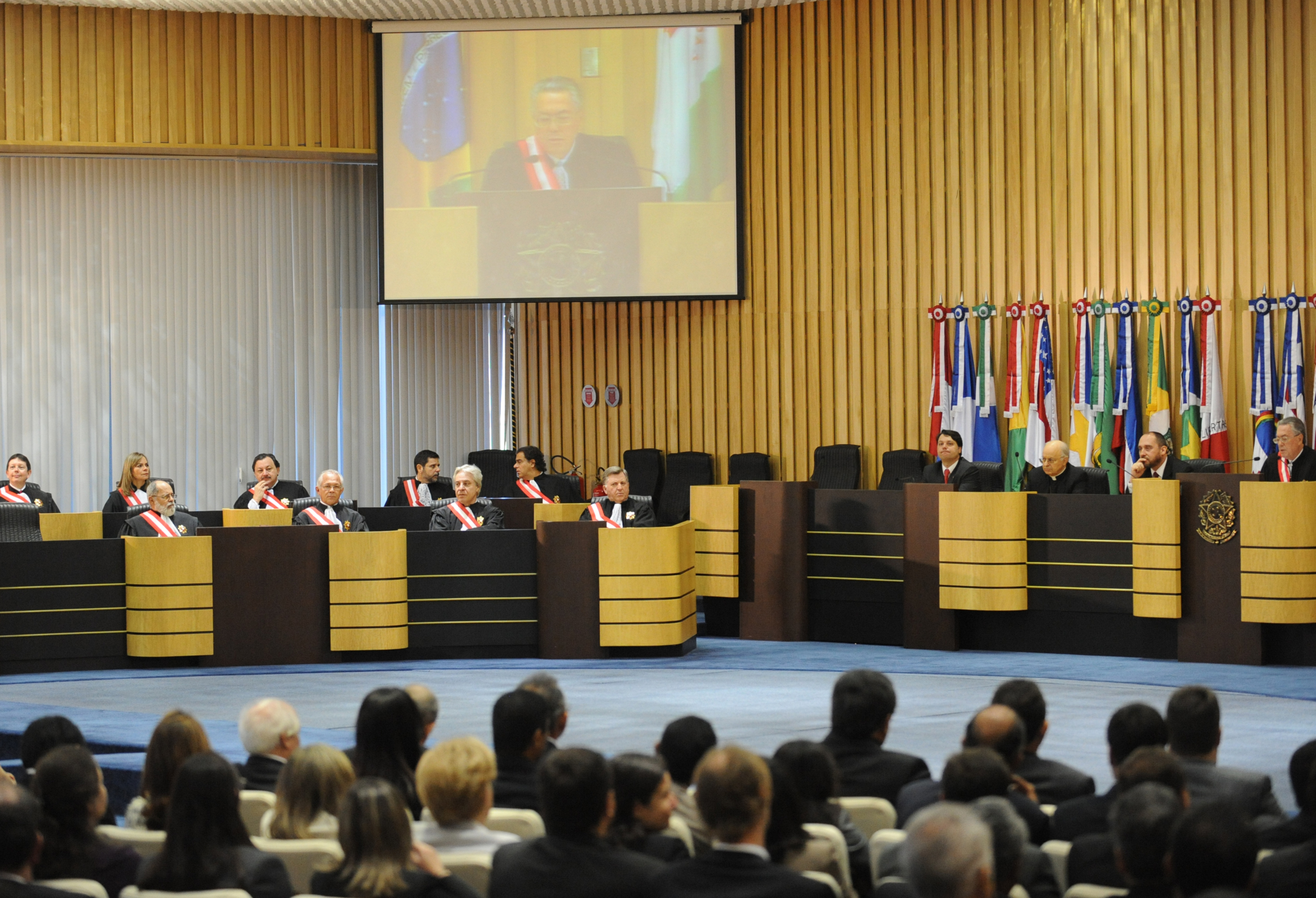
O plenário do Tribunal Superior do Trabalho em 2010.

O Tribunal está composto por 27 (vinte e sete) Magistrados, intitulados Ministros, todos nomeados pelo Presidente da República, mediante aprovação do Senado Federal. Todos devem ser brasileiros, entre 35 e 70 anos de idade, e cumprir os demais requisitos da legislação para investidura em cargos públicos. Os cargos de direção do tribunal são o de presidente, vice-presidente e corregedor-geral. 
O mandato dos ministros tem duração indeterminada, sendo limitado apenas pela aposentadoria compulsória ao atingirem os 75 anos de idade.

### Provimento das vagas
As vagas do Tribunal são providas para os membros da magistratura do trabalho que atuam junto aos tribunais regionais do trabalho, para advogados que com dez anos de exercício efetivo da profissão, e para membros (procuradores) do Ministério Público do Trabalho (MPT) com dez anos de efetivo exercício profissional. Os advogados e procuradores ocupam, em conjunto, um quinto das vagas do tribunal (quinto constitucional). 
O procedimento para se prover cada vaga está sujeito a variar de acordo com a função da qual deve advir o indicado para cada vaga, conforme seja a de juiz de tribunal regional, advogado militante, ou procurador do trabalho.
No caso das vagas oriundas dos membros da Magistratura do Trabalho que atuam junto aos Tribunais Regionais do Trabalho, de posse da listagem dos componentes de todos os referidos tribunais, a composição plenária do Tribunal Superior do Trabalho (isto é, o conjunto de todos os seus ministros) elaborará uma lista tríplice, que será encaminhada ao Presidente da República. 

Se houver mais de uma vaga, a lista terá tantos componentes quanto o número de vagas mais dois. O Presidente escolherá da lista um nome que deverá ser aprovado pelo Senado Federal. Após a aprovação, ocorre a nomeação do futuro ministro, que tomará posse perante o pleno do Tribunal.

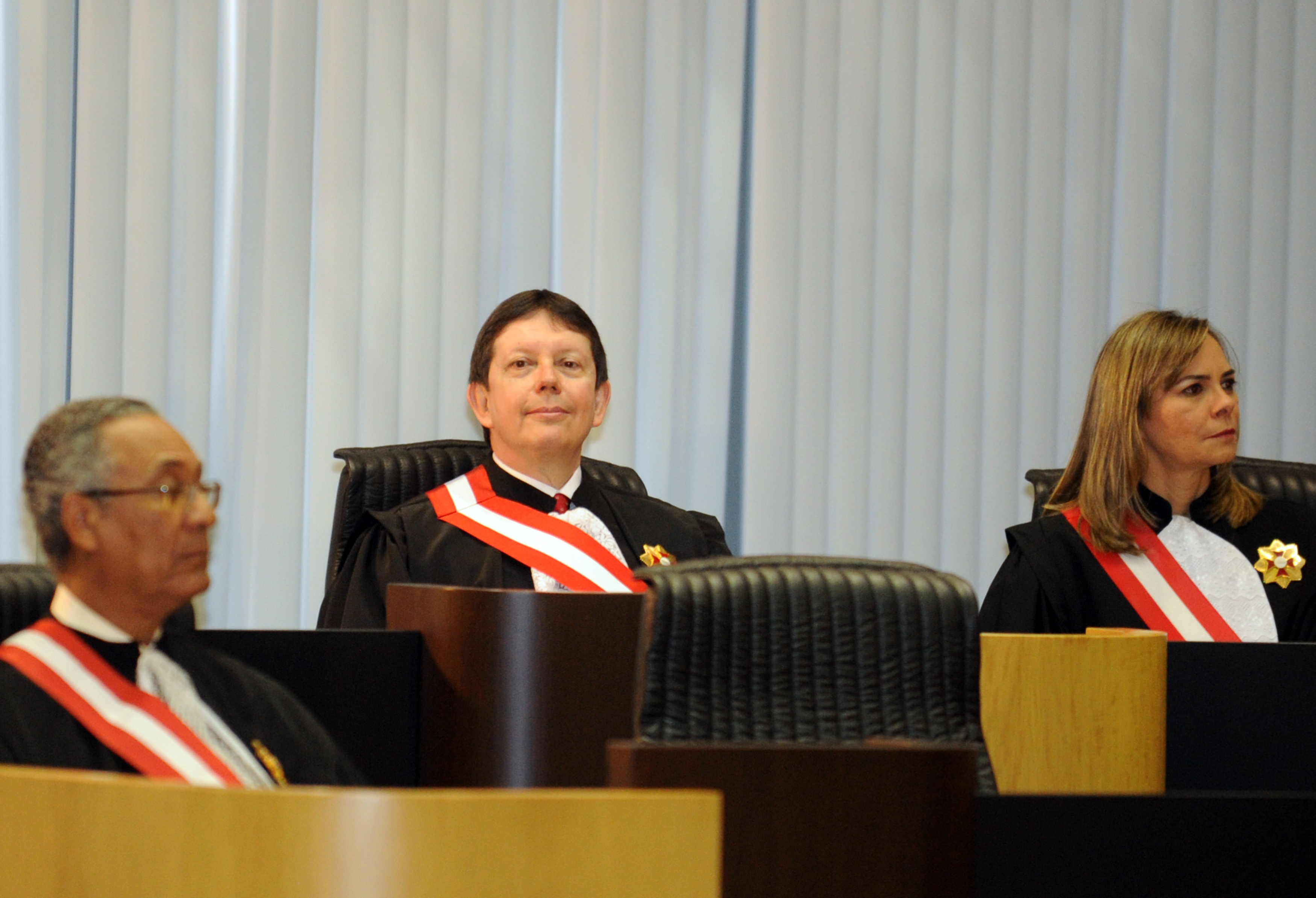
Os ministros Horácio Pires (atualmente aposentado), José Roberto Freire Pimenta e Kátia Magalhães Arruda, da composição atual do Tribunal.

Já no caso dos advogados e membros do Ministério Público do Trabalho, o Conselho Federal da Ordem dos Advogados do Brasil (OAB) ou a Procuradoria-Geral do Trabalho, conforme o caso, indicam ao pleno do Tribunal Superior do Trabalho uma lista sêxtupla de seus integrantes. 
O Tribunal, mediante votação secreta e por maioria absoluta reduz a lista para três nomes e remete-a ao Presidente da República, que escolherá um nome. Este nome será aprovado pelo Senado Federal e, posteriormente, o Presidente nomeará o futuro ministro, que tomará posse perante o pleno do Tribunal Superior do Trabalho. 
Se houver mais de uma vaga, o procedimento pode se repetir, caso a Ordem dos Advogados do Brasil ou a Procuradoria-Geral do Trabalho mandem mais de uma lista. Caso seja enviada uma única lista com (número de vagas) mais cinco, a partir desta lista o Tribunal Pleno produz uma única lista, que terá tantos componentes quanto o número de vagas mais dois.

### Composição atual
Os atuais ministros são:
     Presidente ·      Vice-presidente ·      Corregedor-geral da Justiça do Trabalho
| #  | Nome                                | Estado de origem  | Início no TST           | Vaga     | TRT       | Nomeação                  | Ref.   |
| -- | ----------------------------------- | ----------------- | ----------------------- | -------- | --------- | ------------------------- | ------ |
| 1  | Ives Gandra Martins Filho           | São Paulo         | 14 de outubro de 1999   | MPT      |           | Fernando Henrique Cardoso | [ 9 ]  |
| 2  | Maria Cristina Peduzzi              | Rio Grande do Sul | 21 de junho de 2001     | OAB      |           | Fernando Henrique Cardoso | [ 11 ] |
| 3  | Lelio Bentes Corrêa                 | Rio de Janeiro    | 29 de julho de 2003     | MPT      |           | Luiz Inácio Lula da Silva | [ 12 ] |
| 4  | Aloysio Corrêa da Veiga             | Rio de Janeiro    | 28 de dezembro de 2004  | Carreira | 1.ª (RJ)  | Luiz Inácio Lula da Silva | [ 13 ] |
| 5  | Luiz Philippe Vieira de Mello Filho | Minas Gerais      | 21 de fevereiro de 2006 | Carreira | 3.ª (MG)  | Luiz Inácio Lula da Silva | [ 14 ] |
| 6  | Dora Maria da Costa                 | Minas Gerais      | 17 de maio de 2007      | Carreira | 18.ª (GO) | Luiz Inácio Lula da Silva | [ 15 ] |
| 7  | Guilherme Augusto Caputo Bastos     | Minas Gerais      | 4 de outubro de 2007    | Carreira | 23.ª (MT) | Luiz Inácio Lula da Silva | [ 16 ] |
| 8  | Maurício Godinho Delgado            | Minas Gerais      | novembro de 2007        | Carreira | 3.ª (MG)  | Luiz Inácio Lula da Silva | [ 17 ] |
| 9  | Kátia Magalhães Arruda              | Ceará             | 27 de março de 2008     | Carreira | 16.ª (MA) | Luiz Inácio Lula da Silva | [ 18 ] |
| 10 | Augusto César Leite de Carvalho     | Sergipe           | 14 de dezembro de 2009  | Carreira | 20.ª (SE) | Luiz Inácio Lula da Silva | [ 19 ] |
| 11 | José Roberto Freire Pimenta         | Minas Gerais      | 3 de setembro de 2010   | Carreira | 3.ª (MG)  | Luiz Inácio Lula da Silva | [ 20 ] |
| 12 | Delaíde Miranda Arantes             | Goiás             | 1 de março de 2011      | OAB      |           | Dilma Rousseff            | [ 21 ] |
| 13 | Hugo Carlos Scheuermann             | Rio Grande do Sul | 16 de julho de 2012     | Carreira | 4.ª (RS)  | Dilma Rousseff            | [ 22 ] |
| 14 | Alexandre de Souza Agra Belmonte    | Rio de Janeiro    | 16 de julho de 2012     | Carreira | 1.ª (RJ)  | Dilma Rousseff            | [ 23 ] |
| 15 | Cláudio Mascarenhas Brandão         | Bahia             | 11 de julho de 2013     | Carreira | 5.ª (BA)  | Dilma Rousseff            | [ 24 ] |
| 16 | Douglas Alencar Rodrigues           | Goiás             | 22 de abril de 2014     | Carreira | 10.ª (DF) | Dilma Rousseff            | [ 25 ] |
| 17 | Maria Helena Mallmann               | Rio Grande do Sul | 23 de dezembro de 2014  | Carreira | 4.ª (RS)  | Dilma Rousseff            | [ 26 ] |
| 18 | Breno Medeiros                      | Paraná            | 9 de novembro de 2017   | Carreira | 18.ª (GO) | Michel Temer              | [ 27 ] |
| 19 | Alexandre Luiz Ramos                | Rio Grande do Sul | 4 de abril 2018         | Carreira | 12.ª (SC) | Michel Temer              | [ 28 ] |
| 20 | Luiz José Dezena da Silva           | São Paulo         | 5 de dezembro 2018      | Carreira | 15.ª (SP) | Michel Temer              | [ 29 ] |
| 21 | Evandro Pereira Valadão Lopes       | Rio de Janeiro    | 4 de julho 2019         | Carreira | 1.ª (RJ)  | Jair Bolsonaro            | [ 30 ] |
| 22 | Amaury Rodrigues Pinto Junior       | Paraná            | 21 de julho de 2021     | Carreira | 24.ª (MS) | Jair Bolsonaro            | [ 31 ] |
| 23 | Alberto Bastos Balazeiro            | Bahia             | 21 de julho de 2021     | MPT      |           | Jair Bolsonaro            | [ 32 ] |
| 24 | Morgana de Almeida Richa            | Paraná            | 22 de dezembro de 2021  | Carreira | 9.ª (PR)  | Jair Bolsonaro            | [ 33 ] |
| 25 | Sergio Pinto Martins                | São Paulo         | 19 de maio de 2022      | Carreira | 2.ª (SP)  | Jair Bolsonaro            | [ 34 ] |
| 26 | Liana Chaib                         | Piauí             | 16 de dezembro de 2022  | Carreira | 22.ª (PI) | Jair Bolsonaro            | [ 35 ] |
| 27 | Antônio Fabrício de Matos Gonçalves | Minas Gerais      | 2 de julho de 2024      | OAB      |           | Luiz Inácio Lula da Silva | [ 36 ] |

## Funcionamento
A estrutura interna do Tribunal Superior do Trabalho é definida por seu Regimento Interno.
O Tribunal Superior do Trabalho pode funcionar em sua composição plena, o Tribunal Pleno, que atualmente possui somente algumas competências administrativas, bem como nos órgãos que o compõem: o Órgão Especial, as Seções Especializadas e as Turmas.

### Órgãos Internos

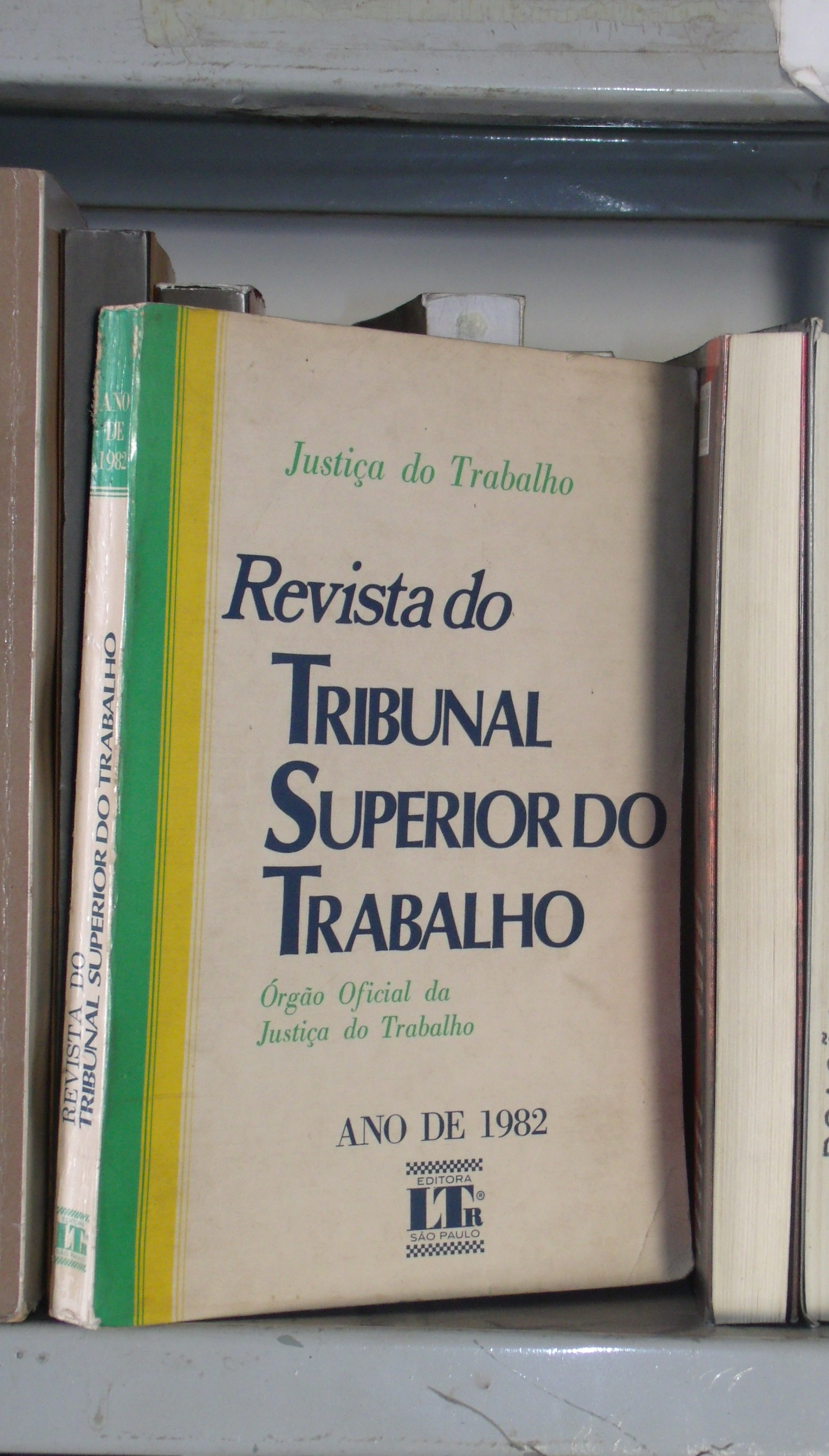
Edição de 1982 da Revista do Tribunal Superior do Trabalho em uma biblioteca municipal

O órgão máximo para a maioria das decisões é o Órgão Especial, composto por quatorze ministros, sendo sete os mais antigos do tribunal, e outros sete eleitos pelo Tribunal Pleno para compor este órgão.
Também encontra-se dividido em duas Seções Especializadas: a de dissídios coletivos e a de dissídios individuais, estando esta última subdividida em duas subseções, a SDI-I e a SDI-II, cada uma com competência sobre matérias diferentes.
As Turmas são as menores unidades judicantes do Tribunal, possuindo competência para a maior parte dos processos por ele recebidos. Atualmente são em número de oito, cada uma composta por três Ministros. Diferentemente de outros Tribunais, não há relação de pertinência entre as Turmas e as Seções.
O Tribunal possui ainda a previsão no Regimento Interno de algumas Comissões Permanentes: de Regimento Interno; de Jurisprudência e de Precedentes Normativos; e de Documentação. Há ainda a previsão do Conselho da Ordem do Mérito Judiciário do Trabalho.

### Direção e Administração
O Presidente é a autoridade que representa o Tribunal e, além de possuir atribuições judiciais, coordena sua Administração.
O Vice-Presidente substitui o Presidente em seus impedimentos, possuindo ainda algumas competências originárias estabelecidas no próprio Regimento Interno, sendo possível a delegação de outras pelo Presidente.
O Corregedor-Geral da Justiça do Trabalho é o ministro responsável pela correição dos Tribunais Regionais do Trabalho, que se refere à fiscalização do bom andamento das atividades judicantes e administrativas daqueles tribunais.
A área administrativa do Tribunal é responsabilidade da Secretaria do Tribunal, que é chefiada pelo Diretor-Geral, servidor nomeado para o exercício de um cargo em comissão pelo Presidente.

### Órgãos Adjuntos
Junto ao Tribunal funcionam ainda dois órgãos autônomos: o Conselho Superior da Justiça do Trabalho (CSJT) e a Escola Nacional de Formação e Aperfeiçoamento de Magistrados do Trabalho (ENAMAT).

### Órgão do Judiciário
Em 2010, o então senador Valter Pereira apresentou proposta para que o TST passasse a ser mencionado na Constituição como órgão do Judiciário, já que desempenha, assim como o STJ, papel de uniformizador e último intérprete da legislação infraconstitucional na sua área de atuação (trabalhista). 
A EC 92/16 teve como origem a PEC 32/10, aprovada pelo Senado em março de 2015 e pela Câmara em março de 2016.
Foi incluída na Constituição, também, como  requisito dos indicados a ministro do TST,  notável saber jurídico e reputação ilibada, o que antes já era exigido dos indicados a ministro do STJ. 
Em fevereiro de 2020 foi iniciado o website do TST, oferecendo em inglês as principais informações sobre o Tribunal.

## TST de Portas Abertas
O Tribunal realiza o projeto TST de Portas Abertas, que permite que o público conheça as instalações e saiba mais sobre funcionamento do tribunal. Os visitantes são divididos em grupos e assim percorrem os nove pontos do mapa de visitação, entre eles as principais obras de arte espalhadas pelo Tribunal, o Memorial (que retrata a história do Tribunal através de peças históricas da Justiça do Trabalho), o Gabinete da Presidência e os jardins no sexto andar do prédio.
As salas de sessão também fazem parte do roteiro, permitindo ao visitante ver de perto os espaços onde os vinte e sete ministros conduzem os julgamentos do Tribunal.
Outro ponto, o Salão Nobre, tem o nome do Papa Leão XIII, autor da encíclica “Rerum Novarum,” publicada em 1891 e considerada a Carta Magna dos Trabalhadores. Uma pintura a óleo de 1941, do artista ítalo-brasileiro Eliseu Visconti, retratando o papa compõe o acervo artístico do local. 
No térreo do Edifício-Sede do TST foram instalados, em 2012, dois painéis inéditos de Athos Bulcão. As obras decoram o hall de entrada do Plenário do Tribunal e a Sala de Togas do Plenário. As figuras geométricas de cada um dos painéis têm apenas duas cores: verde e azul; amarelo e laranja e um azulejo branco. 
Em 2012 João Oreste Dalezan assinou  portaria autorizando a inexigibilidade de licitação, para contratar o ceramista Francisco Brennand, no valor de 500 000 reais. No mesmo ano foram inauguradas as duas obras, que estão instaladas no hall de entrada do TST.
Brennand transpôs alguns dos desenhos que compuseram a “Série Paulo Freire”, de 1963 para um dos painéis.